# Paul Courtin
Pour les articles homonymes, voir Courtin.
Paul Courtin, né le 27 mars 1942 à Sallaumines, est un joueur de football français, jouant au poste d'attaquant.
Formé au Racing Club de Lens, il y passe la première période de sa carrière. Ses performances footballistiques lui valent une sélection en équipe de France.
Handicapé au cours d'un match par une blessure au genou, à la suite de son transfert au FC Nantes, sa carrière ne prendra malheureusement pas l'envol qu'on pouvait espérer.
Son frère aîné, Jean-Marie Courtin, était également footballeur.

## Carrière de joueur
- Carpentras
- Nîmes Olympique (1972 - 1973)
- FC Nantes (1967 - 1972)
- RC Lens (1959 - 1967)[1]

## Palmarès
- International A français : Une sélection, le 22 octobre 1966, France-Pologne (2-1, qualification pour l'Euro 68)
- Vainqueur de la Coupe Drago avec le RC Lens en 1964.